# Rejon szarypowski
Rejon szarypowski (ros. Шары́повский райо́н, Szarypowskij rajon) – rejon administracyjny i komunalny Kraju Krasnojarskiego w Rosji. Stolicą rejonu jest miasto Szarypowo, które administracyjnie nie stanowi części rejonu. Został on utworzony 2 lipca 1940 roku.

## Położenie
Rejon ma powierzchnię 3 751 km² i znajduje się w południowo-zachodniej części Kraju Krasnojarskiego, granicząc na północy z rejonem bogotolskim, na wschodzie z rejonem nazarowskim i rejonem użurskim, na południu i południowym zachodzie z Republiką Chakasji, a na zachodzie i północnym zachodzie z obwodem kemerowskim.
Przez rejon przepływają rzeki Uriup (dopływ Czułymy) i jej dopływ Bieriosz.

## Ludność
W 1989 roku rejon ten liczył 16 259 mieszkańców, w 2002 roku 17 775, w 2010 roku 15 117, a w 2011 liczba mieszkańców wzrosła do 18 232 osób.

## Podział administracyjny
Administracyjnie rejon dzieli się na 7 sielsowietów.